# Hermannus Oosterdijk Schacht

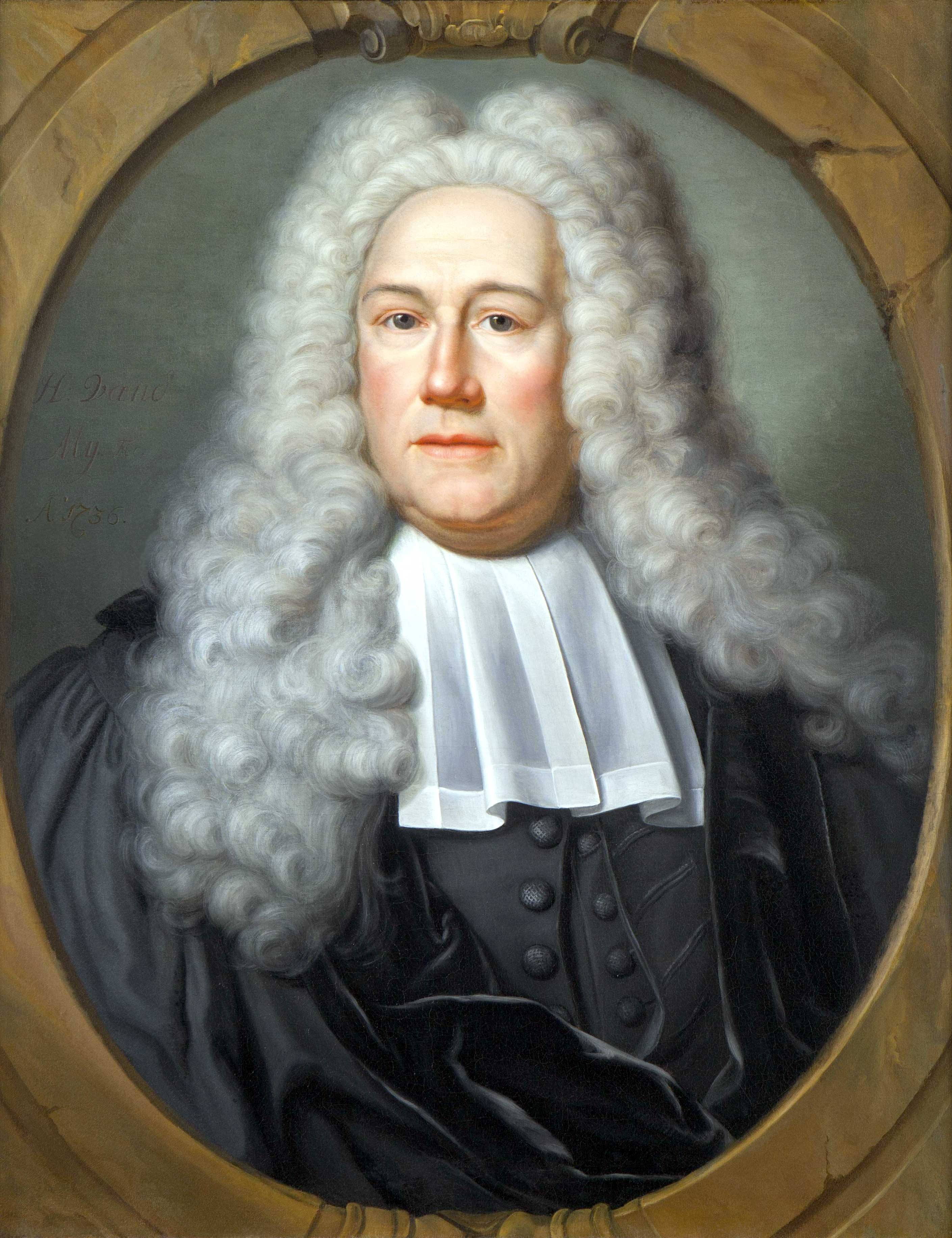
Hermannus Oosterdijk Schacht

Hermannus Oosterdijk Schacht (* 7. Oktober 1672 in Amsterdam; † 15. Februar 1744 in Leiden) war ein niederländischer Mediziner.

## Leben
Der Sohn eines Tuch- und Seidenfärbers in Amsterdam und dessen Frau Anna van Poot († 25 Junij 1686) verlor seinen Vater im Alter von drei Monaten. Seine Mutter heiratete 1675 den Professor der Medizin an der Universität Leiden Lucas Schacht, welcher den jungen Hermannus förderte. Später legte sich Hermannus aus Dankbarkeit gegenüber der Person Schacht den Nachnamen Schacht zu, welchen alle seine Nachfahren weiterführten. Am 4. September 1683 wurde er an der Universität Leiden immatrikuliert. Hier wird er anfänglich ein Grundstudium der philosophischen Wissenschaften absolviert haben. Dazu besuchte er auch die medizinischen Vorlesungen seines Stiefvaters, jene von Charles Drelincourt der Jüngere, Paul Hermann und Frederik Dekkers.
Am 6. Juli 1693 erwarb er sich unter Burchard de Volder mit der Abhandlung de sensibus internis, memoria et imaginatione den akademischen Grad eines Magisters der Philosophie und am gleichen Tag promovierte er unter Drelincourt mit dem Thema de melancholia hypochondriaca zum Doktor der Medizin. Eine erneute Immatrikulation am 14. Februar 1695 in Leiden lässt auf eine Bildungsreise schließen, die er durchgeführt haben kann. Sicher ist jedoch, dass er sich als Arzt in Leiden niederließ. Am 13. September 1719 beriefen ihn die Kuratoren der Hochschule zum Professor für praktische Medizin, welches Amt er am 20. Oktober 1719 mit der Einführungsrede De iis, quae medicum ad artis exercitium se accingentem praecipue scire oportet übernahm.
Nach dem Tod von Bernhard Siegfried Albinus übertrug man ihm am 18. Oktober 1721 den Lehrstuhl der theoretischen Medizin, welchen er am 22. Januar 1722 mit der Antrittsrede De firmitate artis medicae übernahm. Zudem beteiligte er sich auch an den organisatorischen Aufgaben der Leidener Hochschule und war 1722/23, sowie 1734/35 Rektor der Alma Mater. Bei der Niederlegung der Rektorratsämter hatte er die Reden De medico exercitato (1723) und De prudentia in ratiocinio, physico et medico necessarie observanda (1735) gehalten. Auch eine Gedächtnisrede Oratio funebris in obitum Petri Burmanni (Leiden 1741) hat er hinterlassen. Eigene medizinische Werke hat er nicht verfasst. Als Gegner der einseitigen iatro-mechanischen Theorie hat er sich zu seiner Zeit vor allem als ausgezeichneter Anatom und klinischer Ausbilder einen Namen gemacht.
Oosterdijk Schacht hatte am 20. Oktober 1699 Catherine van der Stoffen geheiratet. Sein Sohn Johannes Oosterdijk Schacht (1704–1755) wurde Professor in Franeker und Utrecht. Zudem kennt man den ältesten Sohn Jacobus Oosterdijk Schacht.